# Stetten am kalten Markt
Stetten am kalten Markt (Stetten al mercado frío) es un municipio alemán perteneciente al distrito de Sigmaringa en el estado federado de Baden-Wurtemberg. Tiene unos 5.000 habitantes. Está ubicado sobre el altiplano del Heuberg en medio del parque natural del Danubio Superior.